# سيبات بيت الجوراجي (لغة)
سيبات بيت ("سبعة منازل") هي لغة أفروآسيوية يُتحدث بها في إثيوبيا .

## ملخص
إحدى اللغات الجوراجية، ولغة سبات بيت مقسمة إلى عدة لهجات. ويتحدث باللهجات الحديثة أهل المنطقة الجوراجية الغربية:
- الشحا يتحدث بها أهل الشحا، وهي أكثر لهجة مدروسة من بين اللهجات.
- إزحا يُتحدث بها في منطقة إزحانا
- مهر يُتحدث بها في الجبال شمال الشحا وإزحانا
- جتا يتحدث بها أهل جتا
- جومر تُتحدث في جومر
- إنور يُتحدث بها في إنمورينا

- تعتبر لغة إندغيغن ولغة مسمس المنقرضةلغات فرعية من إنور

## روابط خارجية
- معلومات حول أطلس العالم لهياكل اللغة في Chaha